# Pierino Fornaciari
Pierino Fornaciari detto "Pedro" (Livorno, 13 aprile 1918 – Livorno, 23 febbraio 2009) è stato un partigiano italiano.

## Biografia
Era figlio di Arturo, agente teatrale, e Maria Masacci, soprano e pronipote di Luigi Fornaciari.
Dopo una breve esperienza di insegnante elementare, si iscrive all'Università di Pisa e si laurea in Glottologia il 31 maggio 1944 con Clemente Merlo con una tesi su "I deverbali nella lingua italiana". Di sentimenti antifascisti, all'interno dell'Università entra in contatto con la cellula comunista clandestina, organizzata tra gli altri da Umberto Comi, e viene a sapere delle organizzazioni partigiane attive sulle montagne della zona. Colpito dalla morte di Giovanni Gentile, filosofo da cui era stato deluso per la sua adesione al nazifascismo, il giorno seguente alla sua laurea si reca sulle Carline, il massiccio delle Colline Metallifere tra Volterra, Siena e Massa Marittima, guidato da un contadino della zona, Dino Dell'Aiuto, per entrare a far parte della XXIII brigata partigiana "Guido Boscaglia", sotto il comando di “Giorgio” Alberto Bargagna, nella compagnia di Vittorio Ceccherini detto "Enzo".
Nel giugno del 1944 la brigata liberò porzioni di territorio tra Pisa, Grosseto e Siena, per poi entrare in contatto con la 5ª armata alleata. Pedro, al comando di un gruppo di guastatori e cecchini, combatté lungo il fronte dell'Arno, liberò Fornacette per poi raggiungere Cascina e da lì Pisa, dove fu tra i primi ad entrare assieme al maggiore statunitense Deane Keller il 2 settembre.
Appena terminati i bombardamenti, i reparti partigiani e le truppe alleate si posero il problema dello stato e della conservazione dei numerosi beni culturali e monumentali della città di Pisa. Pedro, in quanto laureato in lettere, fu incaricato dal Sindaco della Liberazione Alberto Bargagna detto "Giorgio" a fungere da collegamento con gli alleati (Deane Keller era professore di storia dell'arte) e di verificare lo stato dei danneggiamenti, specialmente al Campo dei Miracoli e agli edifici dell'Università. La missione era pericolosa, per la probabile presenza di bombe inesplose, mine e edifici pericolanti. Pierino prese nota dello stato di conservazione degli edifici nei suoi taccuini che rappresentano una preziosa testimonianza storica. Per questo, l'Università di Pisa gli ha conferito un'onorificenza nel 2006.
Dopo la Liberazione, tornò a Livorno, riprese l'insegnamento e si sposò. Abbandonò il PCI dopo l'invasione sovietica dell'Ungheria nel 1956, entrò nel PSI, poi nel Partito Radicale. Fu anche attratto per qualche tempo dalla Massoneria di Palazzo Giustiniani. Deluso dalla politica, si ritirò del tutto dalla partecipazione pubblica per dedicarsi alla pittura.
Ha insegnato per qualche tempo anche in Libano e in Egitto in un collegio dei salesiani, dove ha avuto come allievo Magdi Allam. 
Le sue ceneri sono state disperse in montagna, presso il Capanno dei Partigiani, nel Podere delle Centinelle sulle Carline, il 13 aprile 2009, quando avrebbe compiuto 91 anni.